# برونو ساكسون
برنو ساكسون (بالألمانية: Bruno von Sachsen)‏ والمعروف أيضا باسم برونو من مريسبورغ، (برونو فون مرسيبورغ) مؤرخ ألماني خلال القرن الحادي عشر ومؤلف
«تاريخ دي بيلو ساكسونيا» أو التاريخ الحروب السكسونية 
وكان على ما يبدو راهب سكسوني ينتمي إلى أسرة المطران ويرنر، من ماغدبورغ، الذي كان معارضا قويا لهنري الرابع وواحدا من قادة
الانتفاضة السكسونية ضد الإمبراطور.